# Puerto Yeruá
Puerto Yeruá es un municipio del distrito Yuquerí del departamento Concordia, en el noreste de la provincia de Entre Ríos, República Argentina. El municipio comprende la localidad del mismo nombre y un área rural. Sus principales actividades productivas son la citricultura y la forestación de Eucaliptos, complementándose con el turismo atraído por la pesca deportiva de la vieja del agua, un camping y el balneario en el río Uruguay.
Al oeste de Puerto Yeruá se halla la Ruta Nacional 14, desde donde se accede a la localidad por medio de un camino recientemente pavimentado de 17,5 kilómetros. La población accede a diversos servicios en la vecina ciudad de Concordia, de cuyo centro comercial se halla a 38 km por ruta, y con la cual se conecta por un servicio de ómnibus. En la localidad existe un destacamento de la Prefectura Naval Argentina.
El ejido municipal de Puerto Yeruá limita al oeste con el ejido municipal de Estancia Grande y al sur el arroyo Yeruá lo separa de las jurisdicciones de los centros rurales de población de Clodomiro Ledesma y de Nueva Escocia. Al norte y al este se halla el río Uruguay.
En las barrancas que dan al río Uruguay se halla en la localidad un afloramiento rocoso de interés geológico, que dio nombre a la Formación Puerto Yeruá, perteneciente al cretácico superior.

## Historia
En 1835 se estableció en Estancia Grande el escocés Donald Campbell para dedicarse a la cría de ovinos para la producción lanera, que se exportaba a Londres mediante un puerto propio ubicado en la actual Puerto Yeruá. El área se vio impulsada por el establecimiento de la Colonia Nacional Yeruá por ley sancionada el 20 de noviembre de 1888, en la que se establecieron inmigrantes de 17 nacionalidades. Esta fecha se toma como fundacional. El 5 de febrero de 1889 el gobierno nacional mediante un decreto habilitó permanentemente el "Puerto de la Colonia Yeruá", bajo la dependencia de la Aduana y de la Administración de Rentas de Concordia.
El municipio de 2ª categoría fue creado el 10 de diciembre de 1991 mediante el decreto N° 6636/1991 MGJE del gobernador de Entre Ríos, sustituyendo a la junta de gobierno existente hasta entonces. El área de la junta de gobierno había sido ampliada el 16 de junio de 1985 mediante el decreto 2174/1985 MGJE.
La población de la villa, es decir sin considerar el área rural, era de 671 personas en 1991 y de 1070 en 2001.
Desde 2004 se realiza en Puerto Yeruá la Fiesta Provincial del Río, durante cada mes de enero.

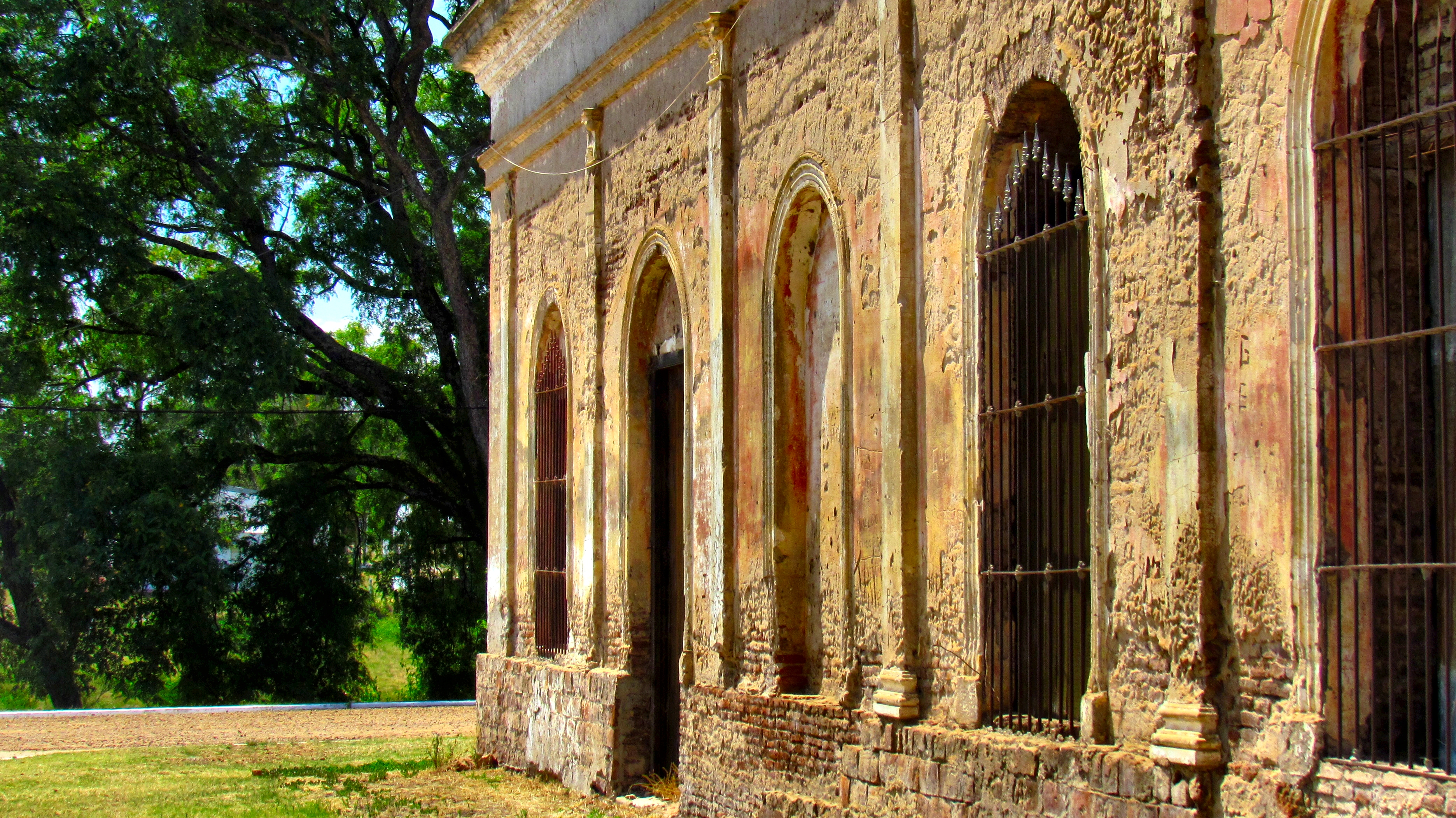
Puerto Yeruá

## Parroquias de la Iglesia católica en Puerto Yeruá
| Diócesis   | Concordia           |
| ---------- | ------------------- |
| Parroquias | San Isidro Labrador |